# کنیچی سوگانو
کنیچی سوگانو (ژاپنی: 菅野 賢一؛ زادهٔ ۸ اوت ۱۹۷۱) یک بازیکن فوتبال اهل ژاپن است.
از باشگاه‌هایی که در آن بازی کرده‌است می‌توان به باشگاه فوتبال کاشیوا ریسول، باشگاه فوتبال کاوازاکی فرونتال و باشگاه فوتبال میتو هولیهوک اشاره کرد.